# Abschnittsbefestigung Altenburg

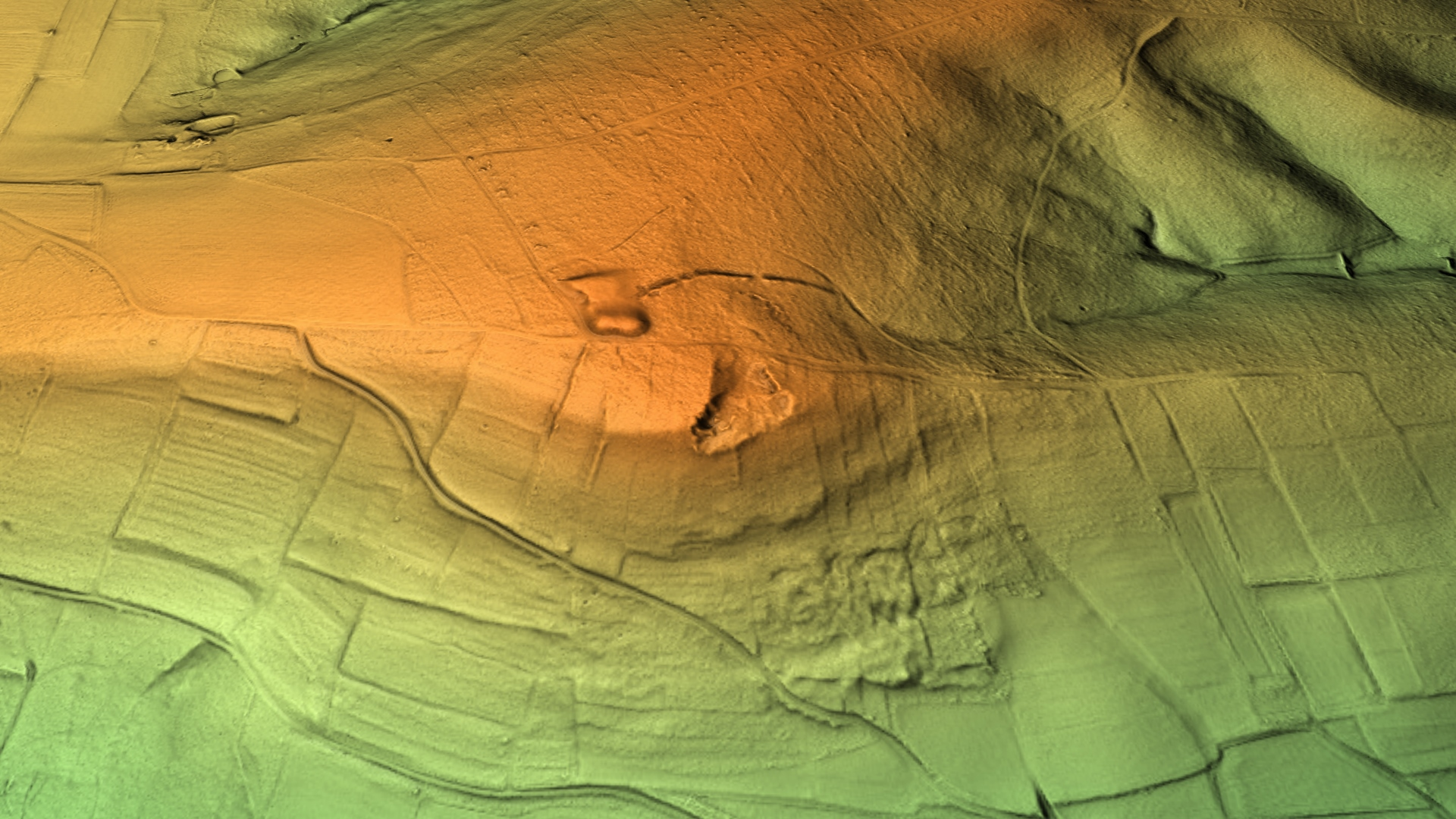
3D-Ansicht des digitalen Geländemodells

Die Abschnittsbefestigung Altenburg ist eine abgegangene frühmittelalterliche Befestigungsanlage auf 362 m ü. NHN, etwa 850 Meter nordwestlich der Kirche in Heroldsbach im oberfränkischen Landkreis Forchheim in Bayern. Über diese Abschnittsbefestigung sind keine geschichtlichen und archäologischen Informationen bekannt, Keramikscherben-Fundstücke aus dem Inneren der Anlage stammen aus dem Frühmittelalter. Erhalten hat sich von der Anlage nur ein zweifaches Wallsystem mit Graben. Die Stelle ist als Bodendenkmal Nummer D-4-6331-0001: Frühmittelalterliche Abschnittsbefestigung „Altenburg“ geschützt.

## Beschreibung
Die Höhenburganlage liegt am Südostrand eines breiten, von Westen nach Osten gerichteten Bergrückens in der dortigen Waldflur Altenburg. Die Ost- sowie die Südseite der Anlage fallen mäßig steil zum rund 80 Höhenmeter tiefer liegenden Tal des Hirtenbaches ab, im Westen schließt sich ein Geländesattel an, die Nordseite geht fast eben in den sich anschließenden Bergrücken über. Die beiden gefährdeten Seiten im Westen und im Norden wurden durch einen heute stark verflachten halbbogenförmig verlaufenden Wall mit vorgelegtem Graben gesichert. Das Westende des Walles geht am Berghang in eine Geländestufe über. Der Wall weist noch eine Höhe von bis zu 1,3 Metern bei einer Breite von fünf Metern auf, der Graben ist ebenso breit, die Höhendifferenz zwischen Grabensohle und Wallkamm beträgt 1,7 Meter. Etwa 25 Meter innerhalb des Wallverlaufes wurde ein zweiter parallel verlaufender Steinwall angelegt, auch er ist heute nur noch flach erhalten. Der innere Wall weist keine Verbindung zum äußeren Wall am Rand der Befestigungsanlage auf. Im Westen und im Norden befinden sich Walldurchbrüche, der Graben ist dort jeweils verebnet, diese Durchgänge sind vermutlich rezent angelegt worden.
Die Innenfläche der 170 mal 150 Meter großen Anlage fällt nach Süden ab und ist stellenweise durch Sandgruben gestört, im Osten und im Süden sind flache Geländestufen zu erkennen.